# رسم السيالة
رسم السيالة قرية سوريّة تتبع إداريّاً لمحافظة حلب منطقة السفيرة ناحية خناصر، بلغ تعداد سكانها 854 نسمة حسب التعداد السكاني لعام 2004.